# Новокатеринівська сільська рада
| Новокатеринівська сільська рада — колишній орган місцевого самоврядування у Старобешівському районі Донецької області з адміністративним центром у c. Новокатеринівка. Сільській раді підпорядковані населені пункти: - c. Новокатеринівка - с. Берегове - с. Любівка - с. Прохорівське - с. Ребрикове - с-ще Строїтель - с. Шевченко - с. Шмідта |

## Склад ради
Рада складається з 16 депутатів та голови.

## Керівний склад сільської ради
| ПІБ                          | Основні відомості                                                         | Дата обрання | Дата звільнення |
| ---------------------------- | ------------------------------------------------------------------------- | ------------ | --------------- |
| М'ясоєдова Ольга Дмитрівна   | Сільський голова, 1964 року народження, освіта, член Партії регіонів      | 26.03.2006   | 31.10.2010      |
| Калінін Микола Олександрович | Сільський голова, 1956 року народження, освіта вища, член Партії регіонів | 31.10.2010   |                 |

Примітка: таблиця складена за даними джерела